# 16232 Чіхагербс
16232 Чіхагербс (16232 Chijagerbs) — астероїд головного поясу, відкритий 6 березня 2000 року.
Тіссеранів параметр щодо Юпітера — 3,033.